# Филиппинский хохлатый змееяд
Филиппинский хохлатый змееяд (лат. Spilornis holospilus) — вид хищных птиц из рода хохлатых змееядов семейства ястребиных.

## Описание

### Внешний вид
Птица средних размеров: длина тела взрослой особи колеблется от 47 до 53 см, размах крыльев — от 105 до 120 см. Вес самцов составляет 603—672 г, самки могут быть значительно крупнее: 691—1600 г (хотя в среднем превышают самцов на 6-16 %).
Крылья относительно короткие, хвост длинный.
Окрасом похож на родственного ему хохлатого змееяда: оперение тёмно-коричневое, шея, грудь и брюхо слегка светлее, макушка и внутренняя часть крыльев — темнее основного окраса. «Щёки» серовато-коричневые. Тело (за исключением головы) покрыто мелкими белыми пятнышками, сзади — на спине и на наружной части крыльев — их значительно меньше, чем спереди и на внутренней стороне крыла. Хвост чёрный с белой достаточно широкой поперечной полосой; полоса имеется также на внутренней стороне крыльев.
Перья на затылке чуть удлинённые, образуют пушистый «хохолок».
Неоперённая часть головы, ноги и радужка глаз — жёлтые.
Молодые особи имеют значительно более светлую окраску: передняя часть практически полностью бело-бежевая; на спине и крыльях светлые перья чередуются с коричневыми. В целом очень похожи на молодых S. cheela.

### Голос
Крик состоит из нескольких звуков, напоминающих «фьююю-фьююю», которые могут быть как протяжные, так и короткие.

## Таксономия
Латинское название вида происходит от греческих слов holos — весь, полностью и spilos — пятно.
Иногда рассматривается не как отдельный вид, а как подвид хохлатого змееяда (что, впрочем, касается и других представителей рода Spilornis). От S. cheela его отличает более равномерная окраска нижней части тела, а также более чёткие отметины.
Монотипичен.

## Распространение
Является эндемиком Филиппин. Ареал достаточно широк: обитает практически на всех островах, входящих в состав страны, за исключением провинции Палаван.
Встречается в прибрежных, в том числе тугайных, лесах, на лесных опушках и лесистых холмах. Бывает также и на относительно открытых местностях, на которых имеются деревья. Держится обычно на высоте до 1500 м, хотя иногда поднимается до 2500 м.

## Биология
Информации о питании и размножении мало. Вероятно, биология вида схожа хохлатым змееядом.
В апреле была поймана самка с яйцом в яйцеводе, что указывает на то, что сезон размножения приходится на весну-лето.

## Охранный статус
Согласно МСОП, относится к видам, вызывающим наименьшее опасение.
Встречается достаточно часто; в 2009 году популяция составляла около 5000 птиц. Количество особей, сокращается.
Вырубка лесов является главной угрозой для вида; однако из того факта, что этих птиц нередко можно встретить на открытых территориях и во вторичных лесах, можно сделать вывод, что вид способен приспособиться к меняющимся природным условиям, ввиду деятельности человека.
Включён в Приложение II СИТЕС.

## Галерея

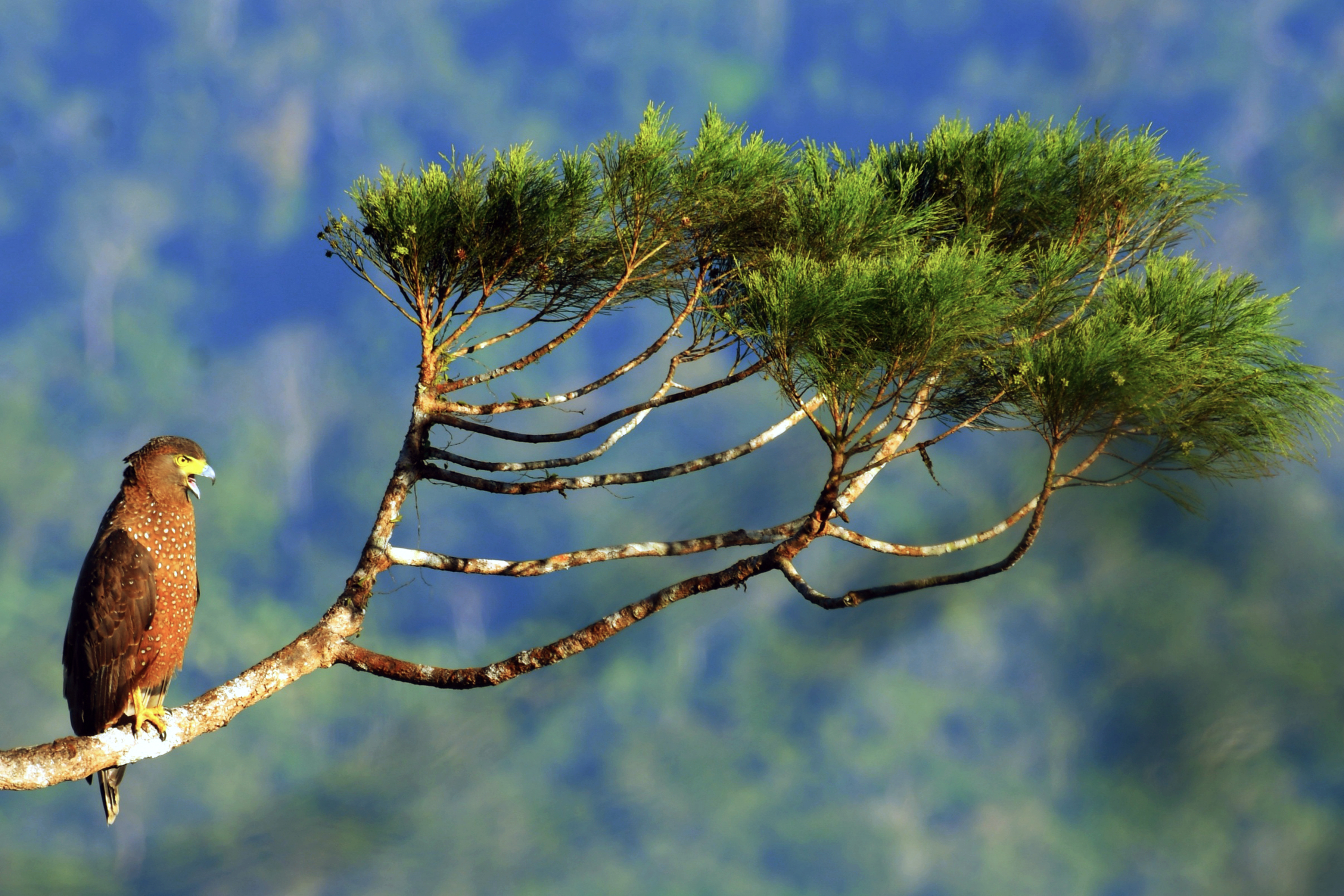
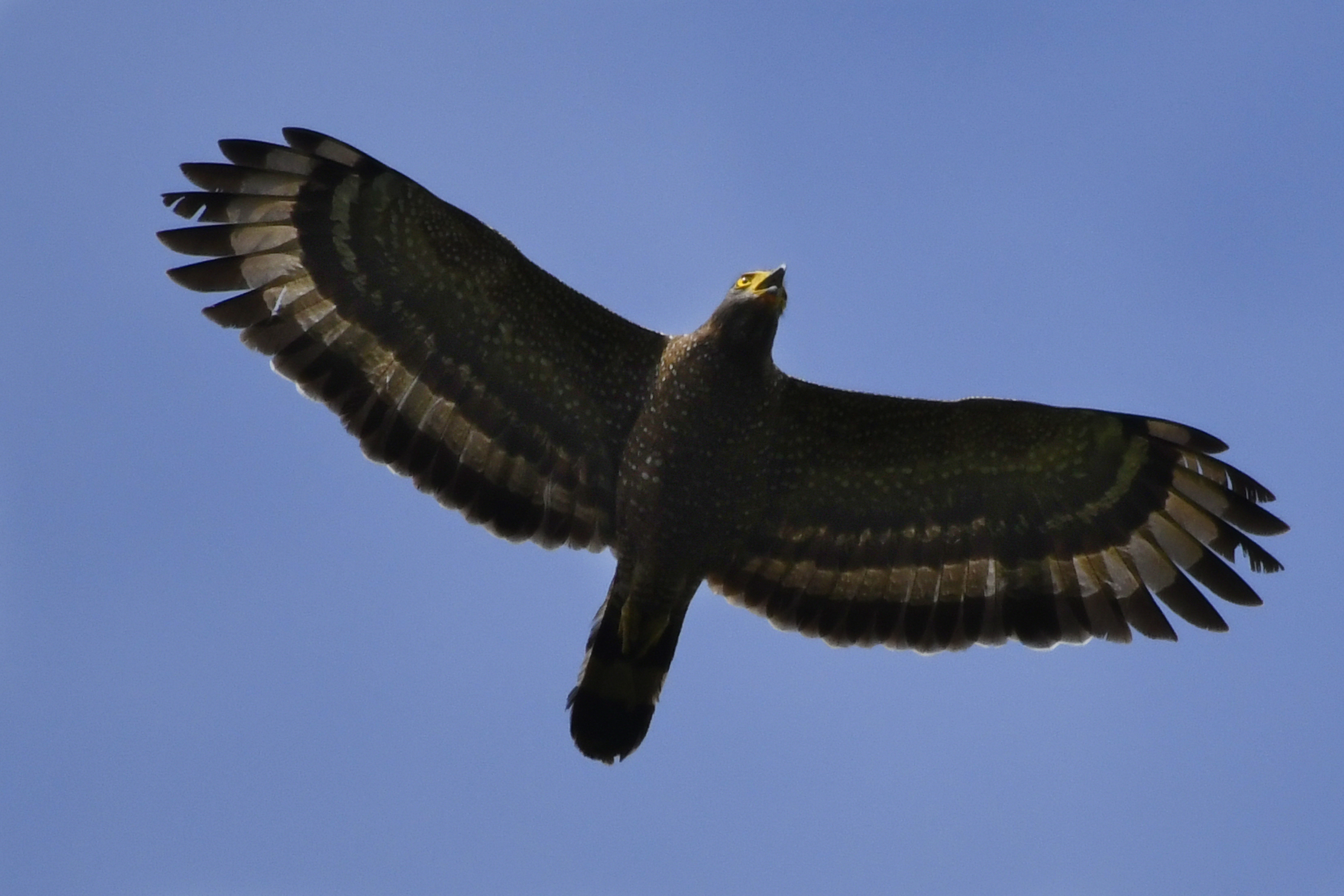
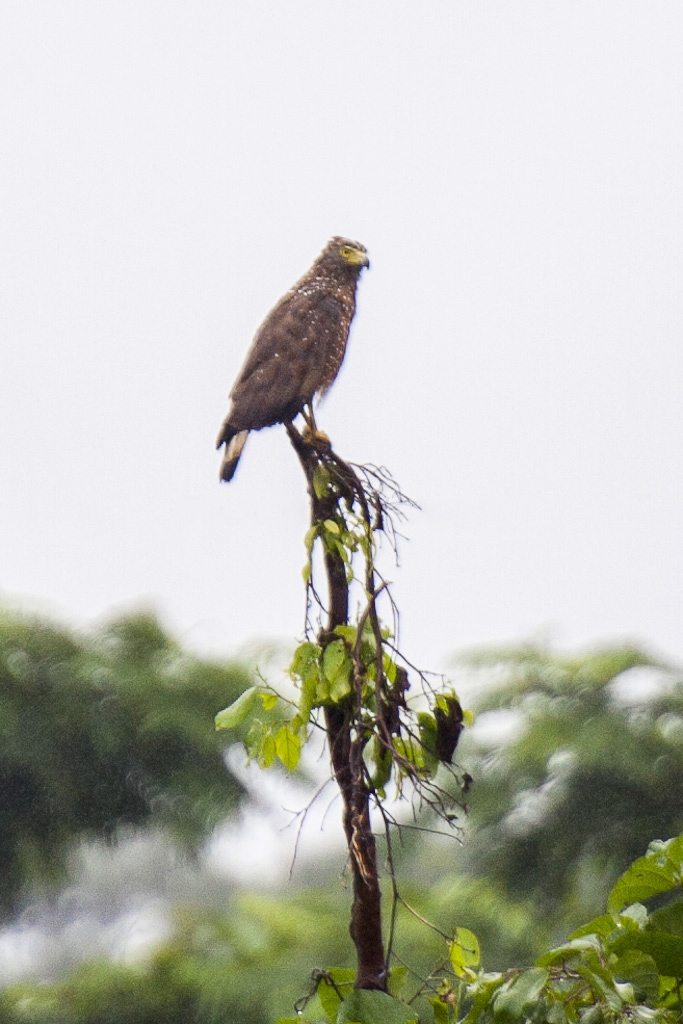
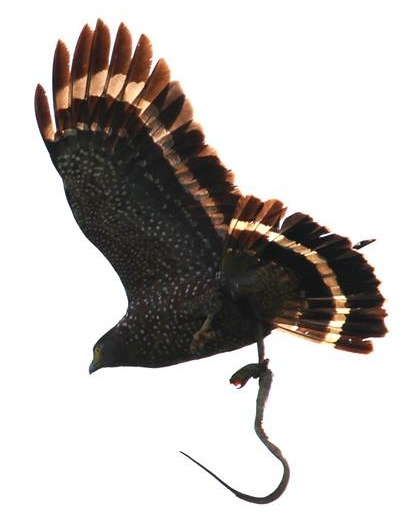
Филиппинский змееяд с пойманной змеёй